# Acacia myrrhifera
Acacia myrrhifera é uma espécie de leguminosa do gênero Acacia, pertencente à família Fabaceae.